# Primer ministro de Libia
El primer ministro de Libia es un cargo político-administrativo creado desde la independencia del país en 1951.
Desde la independencia los jefes de Gobierno de Libia han sido primeros ministros (1951-1977), Secretarios Generales del Comité General del Pueblo (1977-2011) y de nuevo primeros ministros (2011-presente).
Desde el 15 de marzo de 2021 el Primer ministro es Abdul Hamid Dbeibé

## Jefes de Gobierno de Libia
| Reino de Libia (1951–1969)                                 | Reino de Libia (1951–1969)  | Reino de Libia (1951–1969) | Reino de Libia (1951–1969) | Reino de Libia (1951–1969) | Reino de Libia (1951–1969)                        | Reino de Libia (1951–1969) | Reino de Libia (1951–1969) |
| Nombre                                                     | Nombre                      | Nombre                     | Inicio                     | Final                      | Partido                                           |                            |                            |
| ---------------------------------------------------------- | --------------------------- | -------------------------- | -------------------------- | -------------------------- | ------------------------------------------------- | -------------------------- | -------------------------- |
| Primer Ministro                                            |                             |                            |                            |                            |                                                   |                            |                            |
|                                                            | Mahmud al-Muntasir          |                            | 29 de marzo de 1951        | 19 de febrero de 1954      | Sin partido                                       |                            |                            |
|                                                            | Muhammad Sakizli            |                            | 19 de febrero de 1954      | 12 de abril de 1954        | Sin partido                                       |                            |                            |
|                                                            | Mustafa Ben Halim           |                            | 12 de abril de 1954        | 26 de mayo de 1957         | Sin partido                                       |                            |                            |
|                                                            | Abdul Majid Kubar           |                            | 26 de mayo de 1957         | 17 de octubre de 1960      | Sin partido                                       |                            |                            |
|                                                            | Muhammad Osman Said         |                            | 17 de octubre de 1960      | 19 de marzo de 1963        | Sin partido                                       |                            |                            |
|                                                            | Mohieddin Fikini            |                            | 19 de marzo de 1963        | 20 de enero de 1964        | Sin partido                                       |                            |                            |
|                                                            | Mahmud al-Muntasir          |                            | 20 de enero de 1964        | 20 de marzo de 1965        | Sin partido                                       |                            |                            |
|                                                            | Hussein Maziq               |                            | 20 de marzo de 1965        | 2 de julio de 1967         | Sin partido                                       |                            |                            |
|                                                            | Abdul Qadir al-Badri        |                            | 2 de julio de 1967         | 25 de octubre de 1967      | Sin partido                                       |                            |                            |
|                                                            | Abdul Hamid al-Bakkoush     |                            | 25 de octubre de 1967      | 4 de septiembre de 1968    | Sin partido                                       |                            |                            |
|                                                            | Wanis al-Qaddafi            |                            | 4 de septiembre de 1968    | 31 de agosto de 1969       | Sin partido                                       |                            |                            |
| República Árabe Libia (1969–1977)                          |                             |                            |                            |                            |                                                   |                            |                            |
| Primer Ministro                                            |                             |                            |                            |                            |                                                   |                            |                            |
|                                                            | Mahmud Sulayman al-Maghribi |                            | 8 de septiembre de 1969    | 16 de enero de 1970        | Sin partido                                       |                            |                            |
|                                                            | Muammar Gaddafi             |                            | 16 de enero de 1970        | 16 de julio de 1972        | Unión Socialista Árabe Libia                      |                            |                            |
|                                                            | Abdessalam Jalloud          |                            | 16 de julio de 1972        | 2 de marzo de 1977         | Unión Socialista Árabe Libia                      |                            |                            |
| Gran Yamahiriya Árabe Libia Popular Socialista (1977–2011) |                             |                            |                            |                            |                                                   |                            |                            |
| Secretario General del Comité General del Pueblo           |                             |                            |                            |                            |                                                   |                            |                            |
|                                                            | Abdul Ati al-Obeidi         |                            | 2 de marzo de 1977         | 2 de marzo de 1979         | Gaddafista                                        |                            |                            |
|                                                            | Jadallah Azzuz at-Talhi     |                            | 2 de marzo de 1979         | 16 de febrero de 1984      | Gaddafista                                        |                            |                            |
|                                                            | Muhammad az-Zaruq Rajab     |                            | 16 de febrero de 1984      | 3 de marzo de 1986         | Gaddafista                                        |                            |                            |
|                                                            | Jadallah Azzuz at-Talhi     |                            | 3 de marzo de 1986         | 1 de marzo de 1987         | Gaddafista                                        |                            |                            |
|                                                            | Umar Mustafa al-Muntasir    |                            | 1 de marzo de 1987         | 7 de octubre de 1990       | Gaddafista                                        |                            |                            |
|                                                            | Abuzed Omar Dorda           |                            | 7 de octubre de 1990       | 29 de enero de 1994        | Gaddafista                                        |                            |                            |
|                                                            | Abdul Majid al-Qa′ud        |                            | 29 de enero de 1994        | 29 de diciembre de 1997    | Gaddafista                                        |                            |                            |
|                                                            | Muhammad Ahmad al-Mangoush  |                            | 29 de diciembre de 1997    | 1 de marzo de 2000         | Gaddafista                                        |                            |                            |
|                                                            | Imbarek Shamekh             |                            | 1 de marzo de 2000         | 14 de junio de 2003        | Gaddafista                                        |                            |                            |
|                                                            | Shukri Ghanem               |                            | 14 de junio de 2003        | 5 de marzo de 2006         | Gaddafista                                        |                            |                            |
|                                                            | Baghdadi Mahmudi            |                            | 5 de marzo de 2006         | 23 de agosto de 2011       | Gaddafista                                        |                            |                            |
| Consejo Nacional de Transición (2011–2012)                 |                             |                            |                            |                            |                                                   |                            |                            |
| Jefe del Equipo Ejecutivo                                  |                             |                            |                            |                            |                                                   |                            |                            |
|                                                            | Mahmoud Jibril              |                            | 5 de marzo de 2011         | 23 de marzo de 2011        | Sin partido                                       |                            |                            |
| Primer Ministro                                            |                             |                            |                            |                            |                                                   |                            |                            |
| Mahmoud Jibril                                             |                             | 23 de marzo de 2011        | 23 de octubre de 2011      | Sin partido                |                                                   |                            |                            |
| Ali Tarhouni                                               |                             | 23 de octubre de 2011      | 24 de noviembre de 2011    | Sin partido                |                                                   |                            |                            |
| Abdurrahim El-Keib                                         |                             | 24 de noviembre de 2011    | 8 de agosto de 2012        | Sin partido                |                                                   |                            |                            |
| Congreso General de la Nación (2012-2014)                  |                             |                            |                            |                            |                                                   |                            |                            |
|                                                            | Abdurrahim El-Keib          |                            | 8 de agosto de 2012        | 14 de noviembre de 2012    | Sin partido                                       |                            |                            |
|                                                            | Ali Zeidan                  |                            | 14 de noviembre de 2012    | 9 de enero de 2013         | Partido Nacional por el Desarrollo y el Bienestar |                            |                            |
| Estado de Libia (2014-2020)                                |                             |                            |                            |                            |                                                   |                            |                            |
|                                                            | Ali Zeidan                  |                            | 9 de enero de 2013         | 11 de marzo de 2014        | Partido Nacional por el Desarrollo y el Bienestar |                            |                            |
|                                                            | Abdullah al-Thani           |                            | 11 de marzo de 2014        | 5 de abril de 2016         | Sin partido                                       |                            |                            |
|                                                            | Ahmed Maiteeq               |                            | 25 de mayo de 2014         | 9 de junio de 2014         | Sin partido                                       |                            |                            |
| Guerra de Libia (2014-2020)                                |                             |                            |                            |                            |                                                   |                            |                            |
| Gobierno de Al Baida (sede Tobruk)                         |                             |                            |                            |                            |                                                   |                            |                            |
|                                                            | Abdullah al-Thani           |                            | 9 de junio de 2014         | 8 de abril de 2014         | Sin partido                                       |                            |                            |
| Congreso de Salvación Nacional (sede Trípoli)              |                             |                            |                            |                            |                                                   |                            |                            |
|                                                            | Omar al-Hassi               |                            | 6 de septiembre de 2015    | 31 de marzo de 2015        | Sin partido                                       |                            |                            |
|                                                            | Jalifa al-Ghawil            |                            | 31 de marzo de 2015        | 5 de abril de 2016         | Sin partido                                       |                            |                            |
| Gobierno de Acuerdo Nacional (reconocido por la ONU)       |                             |                            |                            |                            |                                                   |                            |                            |
|                                                            | Fayez al-Sarraj             |                            | 5 de abril de 2016         | 15 de marzo de 2021        | Sin partido                                       |                            |                            |
|                                                            | Abdul Hamid Dbeibé          |                            | 15 de marzo de 2021        | En ejercicio               | Sin partido                                       |                            |                            |